# Xu Lili
Xu Lili –en xinès, 徐丽丽– (Binzhou, 18 de febrer de 1988) és una esportista xinesa que va competir en judo.
Va participar en els Jocs Olímpics de Londres 2012, obtenint una medalla de plata en la categoria de –63 kg. Va guanyar dues medalles d'or al Campionat Asiàtic de Judo els anys 2011 i 2013.

## Palmarès internacional
| Jocs Olímpics     | Jocs Olímpics                   | Jocs Olímpics | Jocs Olímpics |
| Any               | Lloc                            | Medalla       | Categoria     |
| ----------------- | ------------------------------- | ------------- | ------------- |
| 2012              | Londres ( Regne Unit)           | 2             | –63 kg        |
| Campionat Asiàtic |                                 |               |               |
| Any               | Lloc                            | Medalla       | Categoria     |
| 2011              | Abu Dabi ( Emirats Àrabs Units) | 1             | –63 kg        |
| 2013              | Bangkok ( Tailàndia)            | 1             | –63 kg        |